# Sofie Krehl
Sofie Krehl (Kempten, 22 settembre 1995) è una fondista tedesca.

## Biografia
Originaria di Rettenberg e attiva in gare FIS dal gennaio del 2011, la Krehl ha esordito in Coppa del Mondo l'11 dicembre 2016 a Davos (28ª) e ai Campionati mondiali a Lahti 2017, dove si è classificata 17ª nella sprint e 15ª nello skiathlon. Ai Mondiali di Seefeld in Tirol 2019 si è piazzata 28ª nella sprint e 25ª nello skiathlon e quelli di Oberstdorf 2021 è stata 22ª nella 30 km, 23ª nella sprint e 9ª nella sprint a squadre. Ai XXIV Giochi olimpici invernali di Pechino 2022, sua prima presenza olimpica, ha vinto la medaglia d'argento nella staffetta e si è classificata 17ª nello skiathlon e 11ª nella sprint; ai Mondiali di Planica 2023 si è piazzata 31ª nella 10 km e 31ª nella sprint e a quelli di Trondheim 2025 è stata 25ª nella 50 km e 26ª nella sprint.

## Palmarès

### Olimpiadi
- 1 medaglia:
  - 1 argento (staffetta a Pechino 2022)

### Mondiali juniores
- 1 medaglia:
  - 1 bronzo (staffetta ad Almaty 2015)

### Coppa del Mondo
- Miglior piazzamento in classifica generale: 34ª nel 2023